# Kršćanstvo u Turskoj
Kršćanstvo je jedna od vjera u Turskoj.

## Povijest
Turska je jedna od zemalja gdje se rano kršćanstvo prvo proširilo, a nakon arapskih (na krajnjem istoku) i osmanskih osvajanja ga je potisnuo islam. Gubljenjem posjeda u 19. i 20. stoljeću, brojni muslimani iz bivših krajeva pod osmanskom vlašću doseljavaju u Tursku. Slični se proces dogodio i nakon prvog svjetskog rata i u zemljama pod komunizmom odakle su muslimani iseljavali. Liberalizacijama i reformama u 19. stoljeću kršćani sa Zapada dolaze raditi u velike gradove. Kršćanima se broj smanjio potkraj 19. stoljeća nakon represivnih mjera prema Asircima, Grcima na Pontu i Armencima, a grčko-turski rat rezultirao je razmjenom stanovništva i dodatnim smanjenjem broja kršćana.

## Galerija
- Širenje kršćanstva u Europi i na Sredozemlju.
- Europa u doba velike podjele 1054. godine.
- Religija u Europi, na Sredozemlju i na Bliskom Istoku 1100.
- Religije u Europi 1560.